# 4-(Fenilazo)fenol
4-(Fenilazo)fenol, p-(Fenilazo)fenol ou 4-hidroxifenilazobenzeno ou ainda p-hidroxifenilazobenzeno, é um composto orgânico de fórmula C12H10N2O, sendo a estrutura básica de vários corantes azo. Pode ser definido estruturalmente como sendo o azobenzeno com um hidrogênio em posição para substituído por um grupo hidroxila.

## Síntese
É obtido pela reação da anilina diluída em ácido clorídrico com uma solução de nitrito de sódio, a frio, fornando cloreto de diazónio benzeno (C6H5N≡N+ Cl−), e este reagindo a uma solução de fenol em solução aquosa de hidróxido de sódio para realizar o acoplamento, formando o grupo diazo. Quando neutralizada com ácido clorídrico ao final da reação, precipita-se o 4-(fenilazo)fenol.